# Košecké Podhradie
Košecké Podhradie je obec na Slovensku v okrese Ilava. Žije v ní přibližně 1 000 obyvatel.

## Přírodní poměry
Katastrální území obce Košecké Podhradie je umístěno na severozápadním Slovensku v Strážovské hornatině v údolí Podhradského potoka, devět kilometrů jihovýchodně od Ilavy. Obec je geograficky rozdělena na tři části: Velké Košecké Podhradie, Malé Košecké Podhradie a Kopec. Části Velké a Malé Košecké Podhradie dělí od sebe vrch Zámek, na kterém se v minulosti vypínal Košecký hrad. Místní část Kopec se nachází pět kilometrů jihovýchodně od Velkého Košeckého Podhradí. Nejbližšími sousedními obcemi jsou: na západě Košeca, na východě Zliechov, na jihu Horná Poruba a na severu vzdálenější obec Mojtín. Rozloha území obce je 3 691 ha.
Velmi členité území tvoří pahorkatiny, vrchoviny až hory. Tvoří jej převážně druhohorní horniny s příkrovovými troskami, které jsou na mnoha místech zkrasovatělé. Půda v katastrálním území obce je převážně jílovitého složení. Největší část obnažené půdy pokrývají luční společenstva, často využívané jako pastviny. Nadmořská výška území obce se pohybuje od 310 do 798 metrů. na vrchu Stupice nad částí Velké Košecké Podhradie, až po 982 metrů vysoký vrch Vápeč nad severní místní částí Kopec. Do správního území obce zasahuje část národní přírodní rezervace Vápeč.

## Obyvatelstvo

### Národnostní složení obyvatelstva
| \| Košecké Podhradie (okr.IL) SODB 2001 \| Košecké Podhradie (okr.IL) SODB 2001 \| Košecké Podhradie (okr.IL) SODB 2001 \| Košecké Podhradie (okr.IL) SODB 2001 \| Košecké Podhradie (okr.IL) SODB 2001 \| \| ------------------------------------ \| ------------------------------------ \| ------------------------------------ \| ------------------------------------ \| ------------------------------------ \| \| \| \| \| \| \| \| Slováci \| Slováci \| \| 99 % \| 99 % \| \| Češi \| Češi \| \| 1 % \| 1 % \| |         |  |      |      |
| Košecké Podhradie (okr.IL) SODB 2001 |         |  |      |      |
| |         |  |      |      |
| Slováci | Slováci |  | 99 % | 99 % |
| Češi | Češi    |  | 1 %  | 1 %  |

### Náboženské složení obyvatelstva
| \| Košecké Podhradie (okr.IL) SODB 2001 \| Košecké Podhradie (okr.IL) SODB 2001 \| Košecké Podhradie (okr.IL) SODB 2001 \| Košecké Podhradie (okr.IL) SODB 2001 \| Košecké Podhradie (okr.IL) SODB 2001 \| \| ------------------------------------ \| ------------------------------------ \| ------------------------------------ \| ------------------------------------ \| ------------------------------------ \| \| \| \| \| \| \| \| Římskokatolická c. \| Římskokatolická c. \| \| 95 % \| 95 % \| \| Bez vyznání \| Bez vyznání \| \| 3 % \| 3 % \| \| Ostatní, nezjištění \| Ostatní, nezjištění \| \| 2 % \| 2 % \| |                     |  |      |      |
| Košecké Podhradie (okr.IL) SODB 2001 |                     |  |      |      |
| |                     |  |      |      |
| Římskokatolická c. | Římskokatolická c.  |  | 95 % | 95 % |
| Bez vyznání | Bez vyznání         |  | 3 %  | 3 %  |
| Ostatní, nezjištění | Ostatní, nezjištění |  | 2 %  | 2 %  |

## Pamětihodnosti
V obci je katolická kaple Panny Marie z roku 1926.